# 张进战
张进战
著名电影、电视导演，
巨首同行影业创始合伙人

## 会员
中国电影导演协会会员，中国电影家协会会员，北京电影家协会会员，中国电视导演工作委员会会员，中国电视艺术家工作委员会会员，中国民族文化艺术基金会监事，以及中俄影视协会会长。

## 主要导演电视剧作品
| 首映年份 | 类型   | 片名               | 职务       | 奖项           | 備註           |
| 1987     | 电视剧 | 《军魂》           | 导演、编剧 | 金鹰奖         |                |
| 1990     | 电视剧 | 《五朵金花的儿女》 | 导演、编剧 | 金鹰奖         | 金鹰奖         |
| 2000     | 电视剧 | 《古城童话》       | 导演       | 骏马奖         | 骏马奖         |
| 2002     | 电视剧 | 《激情人生》       | 导演       |                |                |
| 2005     | 电视剧 | 《大校的女儿》     | 导演       | 首届高清电视奖 | 首届高清电视奖 |

## 合作导演电影作品
| 首映年份 | 类型  | 片名               | 职务/角色      | 奖项 |
| 1991     | 电 影 | 《边走边唱》       | 执行导演、演员 | 第44届戛纳国际电影节金棕榈奖提名                                                                                          |
| 1992     | 电 影 | 《霸王别姬》       | 执行导演       | 第46届戛纳国际电影节金棕榈奖 第51届美国金球奖最佳外语片                                                                   |
| 1996     | 电 影 | 《风月》           | 执行导演       | 第49届戛纳国际电影节金棕榈奖提名                                                                                          |
| 1999     | 电 影 | 《荆轲刺秦王》     | 执行导演       | 第52届戛纳国际电影节金棕榈奖提名 第19届金鸡奖最佳摄影                                                                     |
| 2002     | 电 影 | 《英雄》           | 执行导演       | 第22届香港电影金像奖（14项提名） 第23届中国电影金鸡奖 第9届华表奖 柏林国际电影节Alfred Bauer奖 美国国家评论协会最佳导演奖 |
| 2006     | 电 影 | 《满城尽带黄金甲》 | 执行导演       | 第26屆香港电影金像奖（14项提名）                                                                                          |
| 2007     | 电 影 | 《投名状》         | 大场面指导     | 第27届香港电影金像奖 |
| 2007     | 电 影 | 《色 戒》          | 大场面指导     | 第44届台湾电影金马奖（11项提名） 金球奖最佳外语片提名 第64届威尼斯国际电影节最佳影片                                      |
| 2008     | 电 影 | 《赤壁》           | B组导演        | 第28届香港电影金像奖 第45届台湾电影金马奖                                                                                 |
| 2011     | 电 影 | 《最爱》           | 制作人         | 第48届台北金马奖影展最佳女配角提名 第28届中国电影金鸡奖最佳男主角提名                                                     |
| 2016     | 电 影 | 《长城》           | 大场面导演     | 第17届电影华表奖 |

## 好莱坞合作经历
| 首映年份 | 类型  | 片名           | 职务             | 奖项                                                                        |
| 2003     | 电 影 | 《杀死比尔》   | 中方AD／制片主任 | 国际多种奖项，帝国奖最佳导演、最佳女主角，土星奖最佳动作/冒险片、最佳女演员 |
| 2006     | 电 影 | 《致命紫罗兰》 | 合作导演         |                                                                             |
| 2006     | 电 影 | 《大偷袭》     | 合作导演         |                                                                             |
| 2007     | 电 影 | 《追风筝的人》 | 合作导演         |                                                                             |

1. ↑  金鹰奖（1）
2. ↑  骏马奖（2）
3. ↑  高清电视奖